# هالی ویلیامز
هالی ویلیامز (انگلیسی: Holly Williams؛ زادهٔ ۱۲ مارس ۱۹۸۱) یک موسیقی‌دان اهل ایالات متحده آمریکا است. وی از سال ۲۰۰۳ میلادی تاکنون مشغول فعالیت بوده‌است.